# Charlotte Bobcats 2010-2011
La stagione 2010-11 dei Charlotte Bobcats fu la 21ª nella NBA per la franchigia.
I Charlotte Bobcats arrivarono quarti nella Southeast Division della Eastern Conference con un record di 34-48, non qualificandosi per i play-off.

## Roster
| N° | Naz.                   | Ruolo | Sportivo         | Anno | Alt. | Peso |
| -- | ---------------------- | ----- | ---------------- | ---- | ---- | ---- |
| 1  | Stati Uniti (bandiera) | A     | Stephen Jackson  | 1978 | 203  | 99   |
| 2  | Stati Uniti (bandiera) | G     | Shaun Livingston | 1985 | 201  | 83   |
| 3  | Stati Uniti (bandiera) | A     | Gerald Wallace   | 1982 | 201  | 98   |
| 4  | Stati Uniti (bandiera) | A     | Derrick Brown    | 1987 | 201  | 102  |
| 5  | Stati Uniti (bandiera) | A     | Dominic McGuire  | 1985 | 206  | 100  |
| 7  | Senegal (bandiera)     | C     | DeSagana Diop    | 1982 | 213  | 136  |
| 8  | Stati Uniti (bandiera) | A     | D.J. White       | 1986 | 206  | 114  |
| 10 | Stati Uniti (bandiera) | C     | Joel Przybilla   | 1979 | 216  | 116  |
| 11 | Stati Uniti (bandiera) | G     | Sherron Collins  | 1987 | 180  | 93   |
| 12 | Stati Uniti (bandiera) | A     | Tyrus Thomas     | 1986 | 206  | 98   |
| 13 | Stati Uniti (bandiera) | C     | Nazr Mohammed    | 1977 | 208  | 100  |
| 14 | Stati Uniti (bandiera) | G     | D.J. Augustin    | 1987 | 183  | 82   |
| 15 | Stati Uniti (bandiera) | G     | Gerald Henderson | 1987 | 196  | 98   |
| 21 | Messico (bandiera)     | C     | Eduardo Nájera   | 1976 | 203  | 109  |
| 32 | Francia (bandiera)     | AC    | Boris Diaw       | 1982 | 203  | 98   |
| 33 | Stati Uniti (bandiera) | G     | Matt Carroll     | 1980 | 198  | 96   |
| 41 | Stati Uniti (bandiera) | G     | Garrett Temple   | 1986 | 198  | 86   |
| 44 | Stati Uniti (bandiera) | A     | Dante Cunningham | 1987 | 203  | 104  |
| 54 | Stati Uniti (bandiera) | A     | Kwame Brown      | 1982 | 211  | 122  |

## Staff tecnico
- Allenatori: Larry Brown (9-19) (fino al 22 dicembre)[1], Paul Silas (25-29)
- Vice-allenatori: Herb Brown (fino al 22 dicembre), Jeff Capel (fino al 22 dicembre), Phil Ford (fino al 22 dicembre), Dave Hanners (fino al 22 dicembre), LaSalle Thompson (fino al 22 dicembre), Ralph Lewis (dal 26 dicembre), Charles Oakley (dal 26 dicembre), Stephen Silas (dal 24 dicembre)
- Preparatore fisico: Michael Irr
- Preparatore atletico: Steve Stricker
- Assistente preparatore atletico: Dennis Williams